# Joan-Gamper-Trophäe

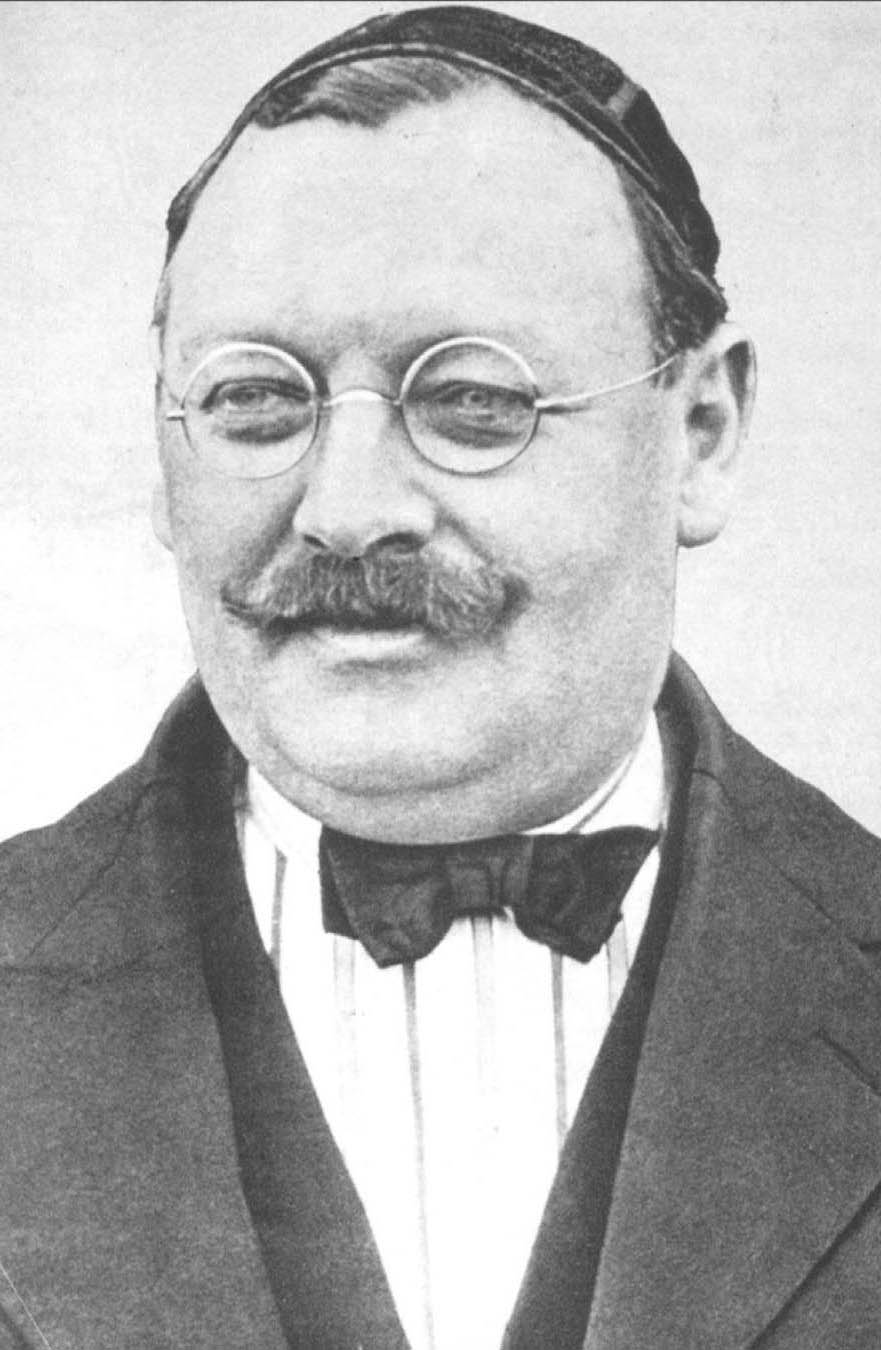
Joan Gamper, Gründer des FC Barcelona (1910)

Die Joan-Gamper-Trophäe (katalanisch Trofeu Joan Gamper) ist ein Fußball-Freundschaftsspiel, das der FC Barcelona zu Ehren seines Gründers Joan Gamper (1877–1930) jährlich im August kurz vor dem Start der Primera División im Camp Nou austrägt.
Von 1966 bis 1996 wurde das Event als Turnier mit vier Mannschaften ausgetragen und trug den Namen Torneig Joan Gamper (katalanisch für Joan-Gamper-Turnier). 
Der 1. FC Köln erreichte beim ersten Turnier 1966 durch 3 Tore des jungen Heinz Flohe nach 0:2 Rückstand gegen den FC Nantes das Finale, welches am 3. Turniertag gegen den FC Barcelona stattfand. 
Von 1967 bis 1996 fand das Turnier 2-tägig statt. Aufgrund des früheren Beginns der nationalen und internationalen Meisterschaften spielt seit 1997 nur noch der FC Barcelona gegen einen ausgewählten Gegner um die Joan-Gamper-Trophäe. Auch wurde seit 1997 auf eine mögliche Verlängerung nach 90 Minuten verzichtet und der Gewinner wird direkt im Elfmeterschießen ermittelt.
Von den bisher 60 Austragungen gewann der FC Barcelona 47. Mit zwei Erfolgen gewann der 1. FC Köln (1978, 1981) das Turnier am zweithäufigsten. Mit Borussia Mönchengladbach (1972) gibt es einen weiteren deutschen Verein, der das Joan-Gamper-Turnier einmal für sich entscheiden konnte. 
Die Platzierungen der deutschen Teams (Jahr/Platzierung): 
1. FC Köln (1966/2.), (1978/1.), (1979/2.), (1981/1.), (1982/3.); Bayern München (1967/4.), (1971/4.), (1984/2.), (1987/2.), (2006/2.); Werder Bremen (1968/4.); Schalke 04 (1970/4.), (1977/2.); Borussia Mönchengladbach (1972/1.), (1973/2.); Eintracht Frankfurt (1976/2.); Borussia Dortmund (1983/2.); Hamburger SV (1985/2.).
Die meisten Zuschauer wurden beim Turnier 1982 registriert. 120.000 Zuschauer waren bei Maradonas erstem Tor im Nou Camp dabei. Das Spiel gewann der 1. FC Köln im Elfmeterschießen.
Seit 2021 trägt auch die Frauenmannschaft im Estadi Johan Cruyff das Spiel um die Joan-Gamper-Trophäe aus.
Im Jahr 2020 musste das Spiel aufgrund der COVID-19-Pandemie als Geisterspiel ausgetragen werden. 2021 fanden die Spiele der Männer und Frauen mit einer Teilzulassung im Estadi Johan Cruyff statt. Aufgrund des Umbaus des Camp Nous wurden die Spiele der Männer 2023 und 2024 im Olympiastadion Barcelona ausgetragen.

## Bisherige Resultate

### Torneig Joan Gamper
Von 1966 bis 1996 wurde der Wettbewerb als Turnier mit vier Mannschaften gespielt. Aufgeführt sind die Finalbegegnungen.
| Jahr | Gewinner                   | Gegner                   | Ergebnis             |
| ---- | -------------------------- | ------------------------ | -------------------- |
| 1966 | FC Barcelona               | 1. FC Köln               | 3:1                  |
| 1967 | FC Barcelona               | Atlético Madrid          | 2:1                  |
| 1968 | FC Barcelona               | Flamengo Rio de Janeiro  | 5:4                  |
| 1969 | FC Barcelona               | Real Saragossa           | 2:1                  |
| 1970 | Újpest Budapest            | Dynamo Moskau            | 3:1                  |
| 1971 | FC Barcelona               | Chacarita Juniors        | 1:0                  |
| 1972 | Borussia Mönchengladbach   | ZSKA Sofia               | 3:2                  |
| 1973 | FC Barcelona               | Borussia Mönchengladbach | 7:5 n. E. (2:2, 2:2) |
| 1974 | FC Barcelona               | Glasgow Rangers          | 4:1                  |
| 1975 | FC Barcelona               | Feyenoord Rotterdam      | 2:1                  |
| 1976 | FC Barcelona               | Eintracht Frankfurt      | 2:0                  |
| 1977 | FC Barcelona               | FC Schalke 04            | 4:1                  |
| 1978 | 1. FC Köln                 | SK Rapid Wien            | 5:0                  |
| 1979 | FC Barcelona               | 1. FC Köln               | 3:2 n. V. (2:2)      |
| 1980 | FC Barcelona               | CR Vasco da Gama         | 2:1                  |
| 1981 | 1. FC Köln                 | FC Barcelona             | 4:0                  |
| 1982 | Internacional Porto Alegre | Manchester City          | 3:1                  |
| 1983 | FC Barcelona               | Borussia Dortmund        | 2:1                  |
| 1984 | FC Barcelona               | FC Bayern München        | 3:1                  |
| 1985 | FC Barcelona               | Hamburger SV             | 3:1                  |
| 1986 | FC Barcelona               | PSV Eindhoven            | 1:0                  |
| 1987 | FC Porto                   | FC Bayern München        | 2:0                  |
| 1988 | FC Barcelona               | Steaua Bukarest          | 3:1                  |
| 1989 | KV Mechelen                | FC Sochaux               | 2:1                  |
| 1990 | FC Barcelona               | RSC Anderlecht           | 3:1                  |
| 1991 | FC Barcelona               | Olympique Marseille      | 3:0                  |
| 1992 | FC Barcelona               | Feyenoord Rotterdam      | 2:0                  |
| 1993 | CD Teneriffa               | FC Barcelona             | 3:1                  |
| 1994 | FC Valencia                | FC Barcelona             | 4:1                  |
| 1995 | FC Barcelona               | San Lorenzo de Almagro   | 5:1                  |
| 1996 | FC Barcelona               | Inter Mailand            | 2:1                  |

### Trofeu Joan Gamper
Seit 1997 tritt der FC Barcelona gegen einen eingeladenen Gegner an. Bei einem Unentschieden wird sofort zum Elfmeterschießen übergegangen. Die Ergebnisse sind stets aus Sicht des FC Barcelona zu sehen.
| Jahr | Gegner              | Ergebnis        |
| ---- | ------------------- | --------------- |
| 1997 | Sampdoria Genua     | 8:7 n. E. (2:2) |
| 1998 | FC Santos           | 7:6 n. E. (2:2) |
| 1999 | Sporting Lissabon   | 3:1             |
| 2000 | PSV Eindhoven       | 2:1             |
| 2001 | FC Parma            | 3:2             |
| 2002 | Roter Stern Belgrad | 1:0             |
| 2003 | Boca Juniors        | 6:4 n. E. (1:1) |
| 2004 | AC Mailand          | 2:1             |
| 2005 | Juventus Turin      | 4:6 n. E. (2:2) |
| 2006 | FC Bayern München   | 4:0             |
| 2007 | Inter Mailand       | 5:0             |
| 2008 | Boca Juniors        | 2:1             |
| 2009 | Manchester City     | 0:1             |
| 2010 | AC Mailand          | 4:2 n. E. (1:1) |
| 2011 | SSC Neapel          | 5:0             |
| 2012 | Sampdoria Genua     | 0:1             |
| 2013 | FC Santos           | 8:0             |
| 2014 | Club León           | 6:0             |
| 2015 | AS Rom              | 3:0             |
| 2016 | Sampdoria Genua     | 3:2             |
| 2017 | Chapecoense         | 5:0             |
| 2018 | Boca Juniors        | 3:0             |
| 2019 | FC Arsenal          | 2:1             |
| 2020 | FC Elche            | 1:0             |
| 2021 | Juventus Turin      | 3:0             |
| 2022 | UNAM Pumas          | 6:0             |
| 2023 | Tottenham Hotspur   | 4:2             |
| 2024 | AS Monaco           | 0:3             |

### Frauen
Die Spiele finden im Estadi Johan Cruyff statt. Da die AS Rom 2022 die Spiele gegen die Herren- und Frauenmannschaft abgesagt hatte, spielten die Frauen gegen den HSC Montpellier und damit nicht gegen den gleichen Gegner wie die Männer. Seit 2023 erfolgt die Gegnerauswahl unabhängig von den Männern.
| Jahr | Gegner          | Ergebnis |
| ---- | --------------- | -------- |
| 2021 | Juventus Turin  | 6:0      |
| 2022 | HSC Montpellier | 6:0      |
| 2023 | Juventus Turin  | 5:0      |
| 2024 | AC Mailand      |          |

## Siegerlisten

### Männer
| Mannschaft                 | Siege | Siegerjahre |
| -------------------------- | ----- | --- |
| FC Barcelona               | 47    | 1966, 1967, 1968, 1969, 1971, 1973, 1974, 1975, 1976, 1977, 1979, 1980, 1983, 1984, 1985, 1986, 1988, 1990, 1991, 1992, 1995, 1996, 1997, 1998, 1999, 2000, 2001, 2002, 2003, 2004, 2006, 2007, 2008, 2010, 2011, 2013, 2014, 2015, 2016, 2017, 2018, 2019, 2020, 2021, 2022, 2023, 2025 |
| 1. FC Köln                 | 2     | 1978, 1981 |
| Újpest Budapest            | 1     | 1970 |
| Borussia Mönchengladbach   | 1     | 1972 |
| Internacional Porto Alegre | 1     | 1982 |
| KV Mechelen                | 1     | 1989 |
| FC Porto                   | 1     | 1987 |
| CD Teneriffa               | 1     | 1993 |
| FC Valencia                | 1     | 1994 |
| Juventus Turin             | 1     | 2005 |
| Manchester City            | 1     | 2009 |
| Sampdoria Genua            | 1     | 2012 |
| AS Monaco                  | 1     | 2024 |

### Frauen
| Mannschaft   | Siege | Siegerjahre      |
| ------------ | ----- | ---------------- |
| FC Barcelona | 3     | 2021, 2022, 2023 |